# Veliki Komor
Veliki Komor es una localidad de Croacia en el municipio de Mače, condado de Krapina-Zagorje.

## Geografía
Se encuentra a una altitud de 255 m s. n. m. a 64,2 km de la capital nacional, Zagreb.

## Demografía
En el censo 2011, el total de población de la localidad fue de 398 habitantes.